# متكاورة دودجية
متكاورة دودجية (الاسم العلمي:Sphaerophorus dodgei) هي نوع من الفطريات تتبع جنس المتكاورة من فصيلة المتكاورات.